# نوربرت لامرت
نوربرت لامرت (آلمانی: Norbert Lammert؛ زاده ۱۶ نوامبر ۱۹۴۸) یک سیاست‌مدار اهل آلمان است که تا سال ۲۰۱۷ ریاست بوندستاگ را برعهده داشت.